# Brian Davison (bubeník)
Brian Davison (25. května 1942, Leicester, Anglie – 15. dubna 2008, Horns Cross, Devon, Anglie) byl britský bubeník. V letech 1967-1970 byl členem skupiny The Nice. Později byl členem skupin Jackson Heights a Refugee.